# Municipio de Palatine (Dakota del Sur)
El municipio de Palatine (en inglés: Palatine Township) es un municipio ubicado en el condado de Aurora en el estado estadounidense de Dakota del Sur. En el año 2010 tenía una población de 63 habitantes y una densidad poblacional de 0,65 personas por km².

## Geografía
El municipio de Palatine se encuentra ubicado en las coordenadas 43°48′29″N 98°22′43″O / 43.80806, -98.37861. Según la Oficina del Censo de los Estados Unidos, el municipio tiene una superficie total de 96.33 km², de la cual 95,69 km² corresponden a tierra firme y (0,66 %) 0,64 km² es agua.

## Demografía
Según el censo de 2010, había 63 personas residiendo en el municipio de Palatine. La densidad de población era de 0,65 hab./km². De los 63 habitantes, el municipio de Palatine estaba compuesto por el 96,83 % blancos, el 3,17 % eran asiáticos. Del total de la población el 14,29 % eran hispanos o latinos de cualquier raza.